# Elche pálmaligete
Elche pálmaligete egy több százezer pálmafát tartalmazó parkrendszer a spanyolországi Elche városában, Európa legnagyobb pálmaligete. 2000-ben a Világörökség részévé nyilvánították.

## Történet és leírás
Bár az elchei pálmakertek és összetett öntözőrendszerük a 8. században, a muzulmán időkben épültek ki, de valószínű, hogy gyökerei még régebbre, a föníciaiak és a Római Birodalom idejébe nyúlnak vissza. A ligetek kialakításának fő célja az volt, hogy a parcellákat a széleikre ültetett pálmákkal védjék az erős napsütéstől, így belsejükben lehetővé váljon a haszonnövények termesztése. I. Jakab aragóniai király már a 13. században felismerte szépségét és jelentőségét, és védetté nyilvánította.
Az 1884-ben megépült vasút a területet kettévágta, a város fejlődő gazdasága pedig új lakó- és iparterületeket igényelt, ezt pedig a pálmaliget is megsínylette. 1933-ban végül hivatalosan is védetté nyilvánították, 1943-ban pedig felvették az úgynevezett nemzeti művészi kertek sorába.
A több mint 5 millió m²-es, részben magán-, részben köztulajdonban álló parkrendszerben több mint 200 000 tő pálma él, további mintegy 50 000 pedig környékbeli faiskolákban vár arra, hogy ha eljön az ideje, ki legyen ültetve. A terület számos szögletes parcellából áll (a városban közel 100 darabból), amelyek szegélyeit pálmasorok alkotják. Bár évszázadokon át mezőgazdasági szerepe volt, mára már főként csak kulturális, városképi és turisztikai jelentősége van, igaz, egy kevés itt szüretelt datolyát a helyi piacon értékesítenek, valamint virágvasárnapra az egész országba, sőt, még külföldre is szállítanak innen pálmákat.
Az önkormányzat kijelölt egy 2,8 km-es túraútvonalat azok számára, akik gyalog szeretnék bejárni a ligetet, az egyik parkban pedig kalandparkot is kiépítettek: itt többek között mászótornyok és a pálmák fölött húzódó drótkötélpályák várják a turistákat. A San Plácido nevű parcellában nyílt meg a pálmaliget múzeuma, ahol interaktív módon mutatják be a terület történetét és kulturális jelentőségét.

## Veszélyeztetettsége
A pálmaligetet nagyban veszélyezteti az észak-Afrikából átkerült pálmafúró ormányosbogár terjedése, amelyet Európában először 1994-ben észleltek a dél-spanyolországi Almuñécarban, majd 2005-ben Elchében is megjelent. Ez a faj lyukakat váj a fa törzsébe, és abból táplálkozva belülről pusztítja a növényt. Jelenlétét nehéz észrevenni, mivel lárvái kívülről szemlélve alig észrevehető járatokat vájnak növénybe, ahol akár három évig is fejlődnek anélkül, hogy szemmel látható jelei lennének a fertőzésnek. Korábban rovarirtószerekkel próbáltak harcolni a bogár ellen, majd 2016-tól kezdve egy olyan gombát használnak, amely elpusztítja a kártevőt. Ennek segítségével az évente kivágott beteg fák száma 50%-kal csökkent.

## Képek

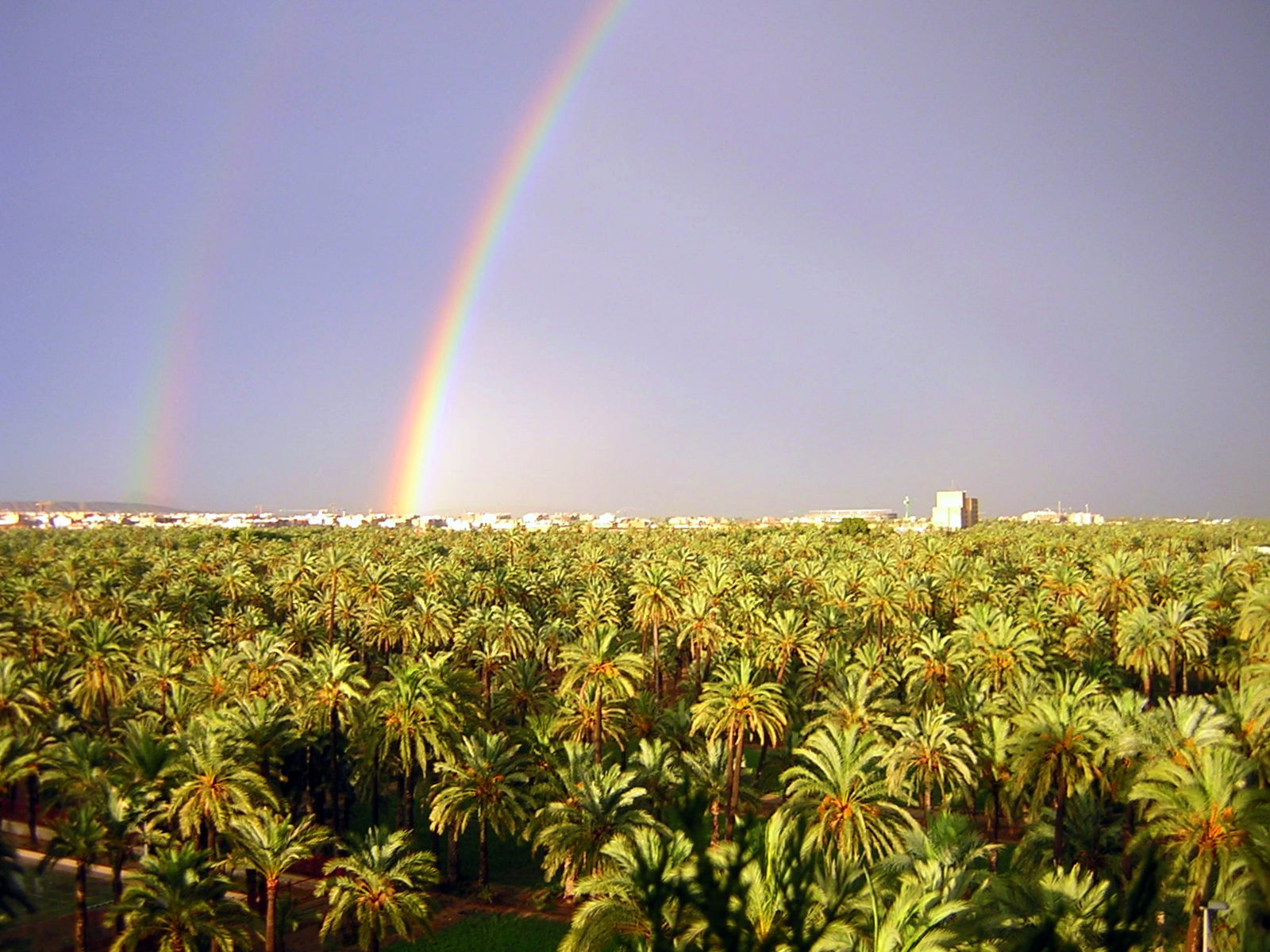
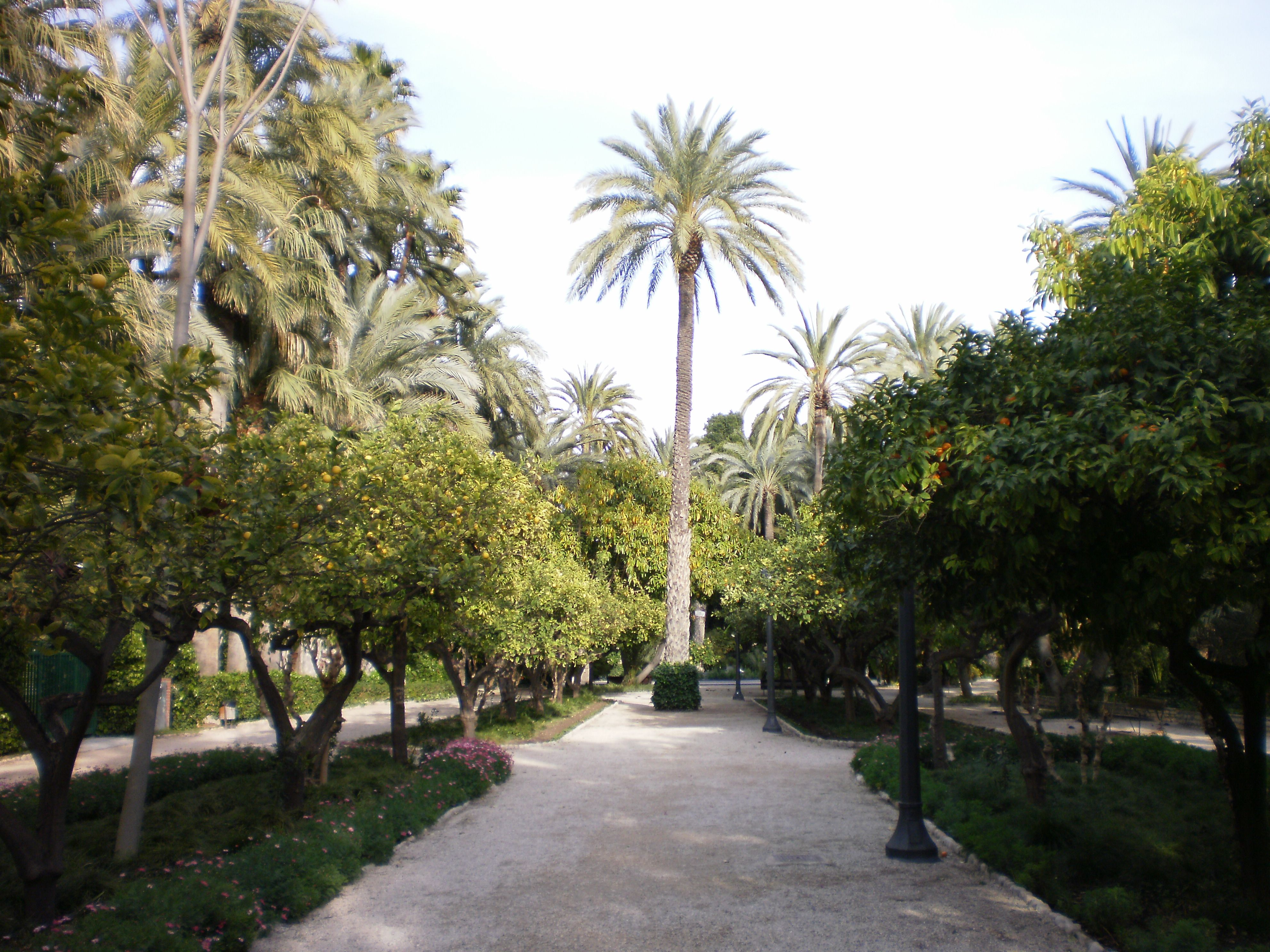
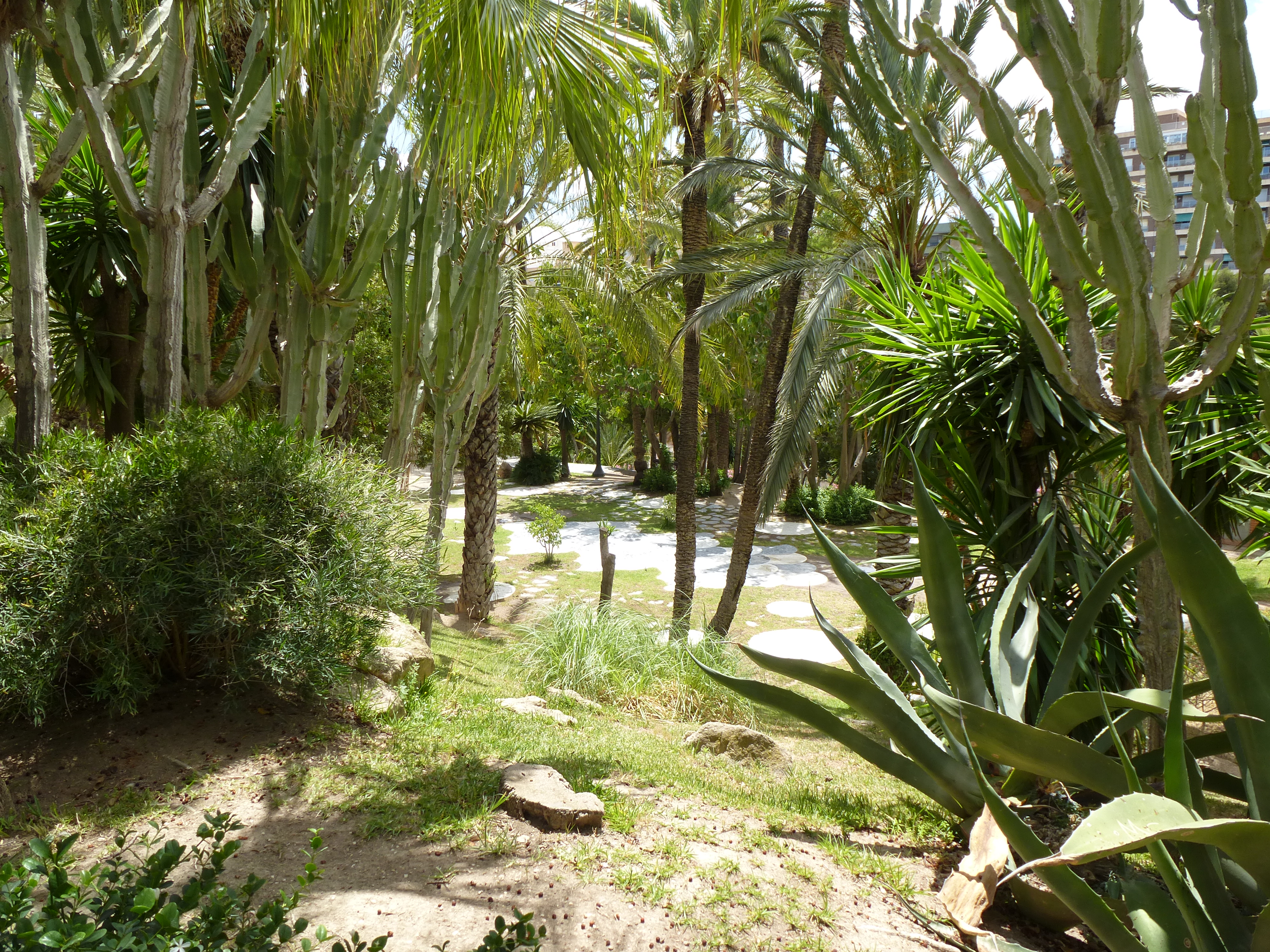
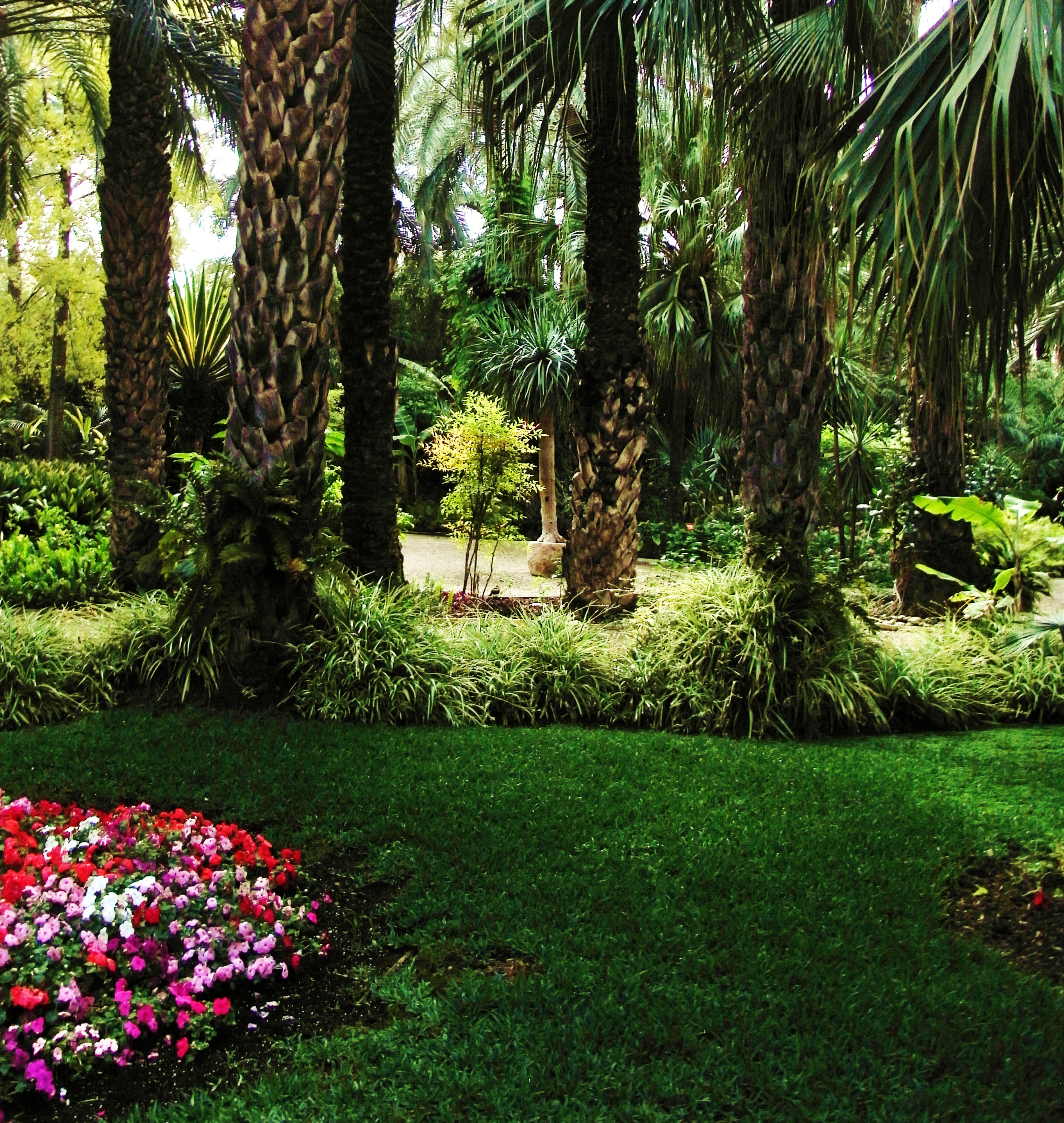